# AN/PEQ-6
L'AN/PEQ-6 è un mirino laser prodotto dalla Insight Technology e progettato per la pistola Heckler & Koch Mark 23, ma utilizzabile anche con altre armi semiautomatiche.
Il dispositivo si aggancia alla pistola per mezzo di una slitta posta al di sotto della canna e produce un punto rosso vicino al punto di impatto del proiettile, con un minimo margine di errore.
Il mirino è stato sviluppato negli anni novanta dal Comando delle Operazioni Speciali degli Stati Uniti, nel corso del programma Offensive Handgun Weapon System.

## Versioni
Esistono attualmente due versioni del mirino AN/PEQ-6: la prima utilizza un raggio laser visibile che proietta un punto rosso, l'altra emette un raggio infrarosso individuabile soltanto per mezzo di un visore notturno.